# Вознесенськ (Совєтський район)
Вознесе́нськ (рос. Вознесенск, марій. Пайсола) — присілок у складі Совєтського району Марій Ел, Росія. Входить до складу Алексієвського сільського поселення.
Стара назва — Вознесенське.

## Населення
Населення — 22 особи (2010; 23 у 2002).
Національний склад (станом на 2002 рік):
- марі — 100 %